# Olihuelas
Olihuelas es un paraje y sitio arqueológico situado en el término de Olías del Rey en la provincia de Toledo, España.
En las excavaciones efectuadas se han encontrado restos de presencia humana en el paleolítico superior, así como un asentamiento romano al que se atribuye la primera explotación de las canteras de piedra blanca que se encuentran cerca de allí.
Lo más destacable de la zona son sus cuevas (tres en total), que han sido objeto de diversos estudios y de incursiones de espeleólogos. Durante el siglo XIX se especuló con la posibilidad de que las cuevas hubieran sido el lugar de enterramiento de los primeros cristianos de la ciudad de Toledo, de la que distan sólo 6 kilómetros, si bien dicha tesis no ha podido ser confirmada.
- Datos: Q6049944